# Sutoku
Imperador Sutoku (崇徳天皇, Sutoku-tennō, 7 de julho de 1119 — 14 de setembro de 1164)  foi o 75º imperador do Japão, na lista tradicional de sucessão.

## Vida
Antes da sua ascensão ao Trono do Crisântemo seu nome era Akihito. Sutoku foi o filho mais velho do Imperador Toba, sua mãe foi Fujiwara no Shoshi, também conhecida como Taiken-mon In.
Toba abdica em 25 de fevereiro de 1123 no seu 25º ano de reinado, a sucessão foi recebida por Akihito, então com 5 anos de idade, que se torna o Imperador Sutoku.
Sutoku reinou de 1123 a 1142. Durante seu reinado, o poder real foi exercido por Shirakawa e depois da morte deste por Toba em um processo conhecido como Insei. Isso apesar de Fujiwara Tadamichi ser  nomeado Sesshō até 1128 e depois ser nomeado Kampaku.
Em 1142 Toba força Sutoku a abdicar em favor de seu irmão Konoe que tinha então apenas dois anos. Sutoku nutria a expectativa de que seu filho iria suceder Konoe, Mas quando Konoe falece em 23 de agosto de 1155 Toba pressiona para que seu quarto filho, o Príncipe Imperial Masahito fosse o proclamado Imperador Go-Shirakawa.
Em 20 de julho de 1156 Toba morre aos 54 anos de idade. E Sutoku contesta a sucessão de Go-Shirakawa conclamando aliados para derrubá-lo o que iniciou a Rebelião Hōgen.
As forças do Imperador Go-Shirakawa derrotaram as forças do ex-imperador Sutoku. Isso abriu caminho para Go-Shirakawa abdicar mas continuar como o novo imperador em clausura em 1158, e exercendo o poder durante os reinados dos próximos cinco imperadores: Nijo , Rokujo , Takakura ,  Antoku e Go-Toba. Sua influência só cessaria com sua morte em 1192.
Quanto a Sutoku foi banido para Província de Sanuki em Shikoku. Passou a dedicar à vida monástica. Copiou inúmeras escrituras e ofereceu-as à Corte. Temendo que as escrituras fossem amaldiçoadas, a Corte se recusou a aceitá-las. Desprezado, Sotoku morreu em 14 de setembro de 1164 aos 45 anos de idade.
O Imperador Sutoku é tradicionalmente venerado em um memorial no santuário xintoísta em Kagawa. A Agência da Casa Imperial designa este local como Mausoléu de Sutoku. E é oficialmente chamado Shiramine no misasagi.

## Daijō-kan
- Sesshō, Fujiwara no Tadamichi, 1097–1164.[3]
- Daijō Daijin, Fujiwara no Tadamichi.[3]
- Naidaijin, Fujiwara no Yorinaga, 1120–1156.[3]